# High School Musical 2
High School Musical 2 (2007.) američki je televizijski glazbeni film. Nastavak je filma High School Musical iz 2006. godine. Premijerno je izveden 17. kolovoza 2007., a tijekom prvog gledanja u SAD-u i Kanadi gledalo ga je skoro 10 milijuna gledatelja više nego prvi dio. 2008. godine snimljen je i treći dio serijala pod nazivom High School Musical 3: Maturanti.

## Pjesme
| Pjesma                            | Uglavnom pjeva                                            | Ostali pjevači                                | Scena                                      |
| --------------------------------- | --------------------------------------------------------- | --------------------------------------------- | ------------------------------------------ |
| What Time Is It                   | Troy, Gabriella, Sharpay, Ryan, Chad, Taylor              | Wildcats                                      | East High's Classroom, Hallways, Cafeteria |
| What Time Is It (Reprise)         | Troy, Gabriella, Sharpay, Ryan, Chad, Taylor              | Wildcats                                      | East High's School Grounds                 |
| Fabulous                          | Sharpay and Ryan                                          | Sharpettes                                    | Lava Springs Pool                          |
| Work This Out                     | Troy, Gabriella, Chad, Taylor, Kelsi, Zeke, Martha, Jason | Wildcats and Kitchen Workers                  | Lava Springs Kitchen                       |
| You Are The Music In Me           | Troy and Gabriella                                        | Kelsi and Wildcats                            | Lava Springs Dining Room                   |
| Humuhumunukunukuapua'a            | Sharpay and Ryan                                          | Sharpettes                                    | Lava Springs Backstage Room                |
| I Don't Dance                     | Chad and Ryan                                             | Baseball Players, Wildcats, and Company       | Lava Springs Baseball Field                |
| You Are The Music In Me (Reprise) | Troy & Sharpay                                            | Sharpettes                                    | Lava Springs Stage                         |
| Gotta Go My Own Way               | Gabriella                                                 | Troy                                          | Lava Springs Pool, Locker Room, Grounds    |
| Bet On It                         | Troy                                                      | None                                          | Lava Springs Golf Course                   |
| Everyday                          | Troy and Gabriella                                        | Wildcats and Company                          | Lava Springs Stage                         |
| All For One                       | Troy, Gabriella, Sharpay, Ryan, Chad, Taylor              | Kelsi, Zeke, Martha, Jason, Wildcats, Company | Lava Springs Pool                          |